# Tavuk göğsü
Il tavuk göğsü (in turco tavukgöğsü, "taˈvukɟœːˈsy", ovvero "petto di pollo") è un dolce turco a base di latte e petto di pollo triturato.

## Storia
Il piatto è molto simile al biancomangiare, un piatto che era popolare nelle tavole dell'alta borghesia europea, e menzionato nei Racconti di Canterbury. Tuttavia, a differenza del tavuk göğsü, il biancomangiare diede origine a diversi dolci consumati in Europa e America Latina. In epoca ottomana il tavuk göğsü fu una delle prelibatezze più celebri fra i sultani, che erano soliti mangiarlo nel Palazzo di Topkapı. Oggi, il tavuk göğsü è considerato un piatto tipico della Turchia.

## Caratteristiche e preparazione
La versione tradizionale del tavuk göğsü presenta il petto di pollo bianco, preferibilmente cappone macellato di recente. La carne viene ammorbidita mediante ebollizione e separata in filamenti o rillette molto sottili. nelle ricette moderne la carne del pollo viene talvolta martellata fino a quando questa diviene una polvere fine. Il pollo viene quindi mescolato con latte, zucchero, riso sbriciolato e/o altri addensanti e aromi come la cannella. In seguito, il pudding viene modellato a piacere.